# Monssveen
Monssveen är en tätort i Gjøviks kommun i Innlandet fylke i sydöstra Norge. Orten ligger vid fylkesväg 2368, vid sidan av riksväg 4, på västra sidan av sjön Mjøsa, norr om staden Gjøvik. Norr om tätorten ligger kyrkbyn Bråstad.
Tidigare har orten tillhört dåvarande Vardals kommun.